# NGC 298
NGC 298 je galaksija u zviježđu Kit.

## Vanjske poveznice
- SEDS: NGC 298